# Melanerpes pygmaeus
El carpintero yucateco (Melanerpes pygmaeus) es una especie de ave piciforme de la familia Picidae. Es endémica de la península de Yucatán y algunas islas adyacentes en América Central. Habitan en bosques caducifolios, bosques secundarios y matorrales costeros. La especie es bastante común y está clasificada como preocupación menor por la UICN. 

## Subespecies
Se reconocen tres subespecies:
- M. p. pygmaeus (Ridgway, 1885): Cozumel.
- M. p. rubricomus (Peters, JL, 1948): península de Yucatán
- M. p. tysoni (Bond, 1936): Guanaja (al norte de Honduras).